# Frederick Sanger
Frederick Sanger (n. 13 august 1918, Rendcomb⁠(d), Cotswold, Anglia, Regatul Unit al Marii Britanii și Irlandei – d. 19 noiembrie 2013, Cambridge, Anglia, Regatul Unit) a fost un biochimist britanic, responsabil pentru două dintre cele mai importante descoperiri din domeniul biologiei moleculare, dublu laureat al Premiului Nobel pentru chimie (1958, 1980).

## Viața
Fiu de medic, Sanger a fost, în copilărie, un elev mediocru, dar influențat de tatăl său și de fratele său, și-a îndreptat atenția spre domeniul medical, dar la scurt timp s-a hotărât să urmeze biochimia. În 1943 își lua doctoratul în biochimie, după prezentarea unei lucrări despre metabolismul aminoacidului numit lisină. Primul studiu de importanță majoră a lui Sanger a fost cel în care a determinat ordinea în cele două lanțuri de aminoacizi din insulină.
Descoperă "reactivul lui Sanger", soluția care marchează capetele acestor lanțuri de aminoacizi și a reușit să localizeze și să analizeze aminoacizii prin măsurarea petelor lăsate de aceștia pe hârtia de filtru. După parcurgerea acestor etape, în 1955, Sanger reușise să obțină o analiză completă a insulinei, iar pentru aceasta a primit, trei ani mai târziu, Premiul Nobel pentru Chimie.
În perioada 1951- 1962, Sanger a fost membru al Consiliului de Cercetare Medicală.În anul 1962, se mută la Laboratorul de Biologie Moleculară din Cambridge. 
În anul 1980, Sanger primește din nou premiul pentru chimie din partea comitetului Nobel.
În 1983 se retrage din viața științifică.